# Verbandsgemeinde Bitburg-Land

Lage der Verbandsgemeinde im Eifelkreis Bitburg-Prüm

Die Verbandsgemeinde Bitburg-Land war eine Gebietskörperschaft im Eifelkreis Bitburg-Prüm in Rheinland-Pfalz. Der Verbandsgemeinde gehörten 51 eigenständige Ortsgemeinden an. Der Verwaltungssitz war in der Stadt Bitburg, die aber selbst der Verbandsgemeinde nicht angehörte.
Sie war nach der Anzahl der ihr angehörenden Gemeinden bis dahin die größte Verbandsgemeinde in Rheinland-Pfalz.
Die Verbandsgemeinde Bitburg-Land wurde zum 1. Juli 2014 aufgelöst, die angehörenden Gemeinden wurden zusammen mit den Gemeinden der ehemaligen Verbandsgemeinde Kyllburg der neuen Verbandsgemeinde Bitburger Land zugeordnet.

## Verbandsangehörige Gemeinden
| Ortsgemeinde                  | Fläche (km²) | Einwohner |
| ----------------------------- | ------------ | --------- |
| Baustert                      | 4,48         | 473       |
| Bettingen                     | 7,25         | 1.005     |
| Bickendorf                    | 5,49         | 524       |
| Biersdorf am See              | 3,22         | 524       |
| Birtlingen                    | 2,93         | 75        |
| Brecht                        | 4,50         | 248       |
| Brimingen                     | 3,79         | 89        |
| Dahlem                        | 4,28         | 276       |
| Dockendorf                    | 5,82         | 203       |
| Dudeldorf                     | 11,01        | 1.132     |
| Echtershausen                 | 2,49         | 108       |
| Ehlenz                        | 5,95         | 401       |
| Enzen                         | 1,71         | 35        |
| Eßlingen                      | 5,25         | 104       |
| Feilsdorf                     | 3,80         | 32        |
| Fließem                       | 8,38         | 685       |
| Gondorf                       | 3,75         | 260       |
| Halsdorf                      | 3,21         | 108       |
| Hamm                          | 1,73         | 23        |
| Heilenbach                    | 7,86         | 110       |
| Hisel                         | 2,13         | 11        |
| Hütterscheid                  | 2,99         | 179       |
| Hüttingen an der Kyll         | 2,94         | 338       |
| Idenheim                      | 7,73         | 439       |
| Idesheim                      | 6,72         | 395       |
| Ingendorf                     | 3,32         | 228       |
| Ließem                        | 2,99         | 86        |
| Meckel                        | 10,80        | 404       |
| Messerich                     | 6,52         | 546       |
| Metterich                     | 5,60         | 524       |
| Mülbach                       | 1,55         | 119       |
| Nattenheim                    | 6,93         | 540       |
| Niederstedem                  | 5,46         | 253       |
| Niederweiler                  | 4,58         | 90        |
| Oberstedem                    | 4,48         | 73        |
| Oberweiler                    | 5,31         | 152       |
| Oberweis                      | 9,74         | 581       |
| Olsdorf                       | 3,14         | 109       |
| Rittersdorf                   | 11,87        | 1.469     |
| Röhl                          | 10,65        | 409       |
| Scharfbillig                  | 4,82         | 69        |
| Schleid                       | 6,24         | 343       |
| Seffern                       | 4,92         | 322       |
| Sefferweich                   | 10,70        | 237       |
| Stockem                       | 3,97         | 86        |
| Sülm                          | 7,05         | 447       |
| Trimport                      | 2,19         | 289       |
| Wettlingen                    | 3,46         | 45        |
| Wiersdorf                     | 4,06         | 277       |
| Wißmannsdorf                  | 6,72         | 797       |
| Wolsfeld                      | 9,27         | 925       |
| Verbandsgemeinde Bitburg-Land | 275,75       | 17.197    |

(Einwohner am 30. Juni 2014)

## Geschichte
Die Verbandsgemeinde entstand mit dem Landesgesetz über die Verwaltungsvereinfachung vom 7. November 1970 durch den Zusammenschluss der ehemaligen Ämter Bickendorf und Bitburg-Land sowie Teilen der Ämter Dudeldorf, Oberweis und Wolsfeld.
Die Verbandsgemeinde Bitburg-Land wurde zum 1. Juli 2014 aufgelöst, die Gemeinden wurden der neuen Verbandsgemeinde Bitburger Land zugeordnet.

## Bevölkerungsentwicklung
Die Entwicklung der Einwohnerzahl bezogen auf das Gebiet der Verbandsgemeinde Bitburg-Land zum Zeitpunkt ihrer Auflösung; die Werte von 1871 bis 1987 beruhen auf Volkszählungen:
| Jahr | Einwohner |
| 1815 | 9.286     |
| 1835 | 12.843    |
| 1871 | 14.601    |
| 1905 | 14.384    |
| 1939 | 15.978    |
| 1950 | 16.025    |

| Jahr | Einwohner |
| 1961 | 16.130    |
| 1970 | 16.304    |
| 1987 | 15.268    |
| 1997 | 16.751    |
| 2005 | 16.955    |
| 2014 | 17.197    |

## Politik

### Verbandsgemeinderat
Der Verbandsgemeinderat Bitburg-Land bestand aus 32 ehrenamtlichen Ratsmitgliedern, die zuletzt bei der Kommunalwahl am 7. Juni 2009 in einer personalisierten Verhältniswahl gewählt wurden, und dem hauptamtlichen Bürgermeister als Vorsitzendem.
Sitzverteilung im Verbandsgemeinderat:
| Wahl | SPD | CDU | GRÜNE | UWG | Gesamt   |
| ---- | --- | --- | ----- | --- | -------- |
| 2009 | 10  | 13  | 2     | 7   | 32 Sitze |
| 2004 | 9   | 18  | 1     | 4   | 32 Sitze |

### Bürgermeister
| 1970–1983 | Klaus Scholtes   |
| 1984–2001 | Willi Heyen      |
| 2002–2009 | Jürgen Backes    |
| 2010–2014 | Josef Junk (SPD) |

### Wappen
| Wappen von Verbandsgemeinde Bitburg-Land | Blasonierung: „Schild silbern bordiert. In goldenem Schildhaupt ein roter, fünflätziger Steg, darunter in Blau, ein in vier Winkel zerlegtes goldenes Ankerkreuz.“ |
| Wappen von Verbandsgemeinde Bitburg-Land | Wappenbegründung: Der fünflätzige rote Steg oder Turnierkragen verweist auf die fünf früheren Verbandsgemeinden und ist zugleich Symbol für die vielen historischen Burgen und Schlösser in der Verbandsgemeinde. Der untere Schildteil zeigt das Wappen des Burgherrn Hurel von Bettingen, der dem ältesten urkundlich bekannten Geschlecht auf dem Gebiet der Verbandsgemeinde abstammte. Das Wappen wurde von Karl E. Becker aus Malberg entworfen. Die ehemalige Bezirksregierung Trier genehmigte das Wappen am 15. Juni 1972. Der silberne Bord im Wappen ist nach einem Erlass des Innenministeriums den Verbandsgemeinden vorbehalten. |

### Kommunalpartnerschaft
Seit 1997 bestand mit dem schlesischen Gemeindeverband Klein Strehlitz (Strzeleczki) in Polen eine Partnerschaft.